# 蘇伊士鎮區 (伊利諾伊州默瑟縣)
蘇伊士鎮區（英語：Suez Township）是位於美國伊利諾伊州默瑟縣的一個行政鎮區。

## 地方資料
根據2010年美國人口普查的數據，蘇伊士鎮區的面積為96.10平方千米，當中陸地面積為96.10平方千米，而水域面積為0.00平方千米。當地共有人口567人，而人口密度為每平方千米5.9人。